# Theronia fraucai
Theronia fraucai là một loài tò vò trong họ Ichneumonidae.